# Ștefan Reiff
Ștefan Reiff (n. 23 ianuarie 1926, Brașov, România – d. 1 decembrie 2007, Brașov, România) a fost un senator român în legislatura 1990-1992 ales în județul Brașov pe listele partidului UDMR. Ștefan Reiff a fost validat pe 10 iunie 1992, când l-a înlocuit pe Miklos Fazakas.